# Rue Dumont-d'Urville (Rouen)
Pour les articles homonymes, voir Rue Dumont-d'Urville.
La rue Dumont-d'Urville est une voie publique de la commune de Rouen.

## Situation et accès
La rue Dumont-d'Urville est située à Rouen. Elle se trouve en lieu et place de l'ancien lieu-dit Pré de la Bataille, qui constitue plus tard une portion du faubourg Cauchoise. Elle appartient désormais au quartier Pasteur-Madeleine. Elle est parfaitement rectiligne.

## Origine du nom
À la suite d'une décision du conseil municipal de Rouen du 14 mars 1884, cette voie nouvelle, séparant en deux parties les terrains du Champ-de-Foire, porte le nom de Jules Dumont d'Urville (1790-1842), navigateur normand.